# Scott Walker (regista)
Scott Walker (Auckland, 10 maggio 1971) è un regista neozelandese.

## Biografia
Nel 2013 scrive e dirige il film Il cacciatore di donne, che racconta la storia del padre di famiglia e serial killer Robert Hansen, che cacciò come animali e uccise nella foresta numerose donne, con interpreti John Cusack nella parte di Hansen e Nicolas Cage nel ruolo del detective Glenn Flothe che lo incastrò.

## Filmografia
- Ordan's Forest (2005)
- Il cacciatore di donne (The Frozen Ground, 2013)
- The tank (2023)